# آمادور لورنزو
آمادور لورنزو (انگلیسی: Amador Lorenzo؛ زادهٔ ۲۹ سپتامبر ۱۹۵۴) بازیکن فوتبال اهل اسپانیا بود که در پست دروازه‌بان بازی می‌کرد.
وی همچنین در تیم ملی فوتبال زیر ۱۸ سال اسپانیا بازی کرده‌است.